# ウーゴ・レアル
ウーゴ・ミゲル・リベイロ・レアル（Hugo Miguel Ribeiro Leal, 1980年5月21日 - ）は、ポルトガル共和国リスボン県カスカイス出身の同国代表の元サッカー選手。ポジションはミッドフィルダー。

## 経歴

### クラブ
リスボン郊外に生まれたレアルは地元のSLベンフィカでキャリアを開始し、1997年4月20日のSCエスピーニョ戦（ホーム2-0勝利）で17歳の時にリーグ初出場を飾った。翌1998-99シーズンは、ベンフィカで1試合出場した後に同クラブの2軍的役割を担うFCアルヴェルカへ貸し出され、20試合3得点と成功を収めた。
1999年夏にスペイン1部のアトレティコ・マドリードと契約を締結し、初の国外でのプレーとなるも1シーズン目の1999-2000シーズンにクラブは2部へと降格した。また、同シーズンには、2000年5月13日のセビージャFC戦（ホーム引き分け）で移籍後初得点を記録すると同時に退場している。翌年もアトレティコに残留し、中心選手として36試合4得点を記録したが、最終的に4位でシーズンを終え昇格を逃している。
2001年にパリ・サンジェルマンFCと契約し、クープ・ドゥ・フランスではクラブの2シーズン連続決勝進出に貢献した。しかし、2002年3月8日のFCロリアン戦で左膝に怪我を負い、手術を余儀なくされたことでシーズンを終えた。また、これにより同年のUEFA U-21欧州選手権への欠場も決定した。この怪我の影響から出場機会は限られたものとなり、2004年8月4日に双方合意で契約解除に至った。
2004年夏にFCポルトと4年契約を締結 も十分な出場機会が得られず、半年後にアカデミカ・コインブラへの期限付き移籍が決定。この時のレアルは、自身の引退を真剣に検討していた。
2005-06シーズンにSCブラガと契約する も、約2シーズンの在籍でリーグ戦出場17試合にとどまり、2007年1月に双方合意により退団が決定。同年8月にリスボンへ戻りCFベレネンセスと1年契約を締結するも、シーズン中に深刻な怪我を負ったことで出場機会は僅かに終わった。
2008年10月下旬に2部からの昇格組CDトロフェンセと1年契約を締結。同2008-09シーズンにトロフェンセの降格が決定後は、スペイン2部のUDサラマンカと1年＋1年（昇格達成で1年契約延長のオプション）契約を締結 し、約8年ぶりにスペインの地を踏んだ。
サラマンカではポジションを掴み中心選手としてプレーするも、クラブは昇降格に関係ない順位でシーズンを終えた。2010年7月下旬、30歳になったレアルは母国へ戻りヴィトーリアFCと契約を締結。第3節の古巣ベンフィカ戦（0-3敗北）では、1点差を追う中でPKを獲得するも外してしまい、最終的に10人の相手に敗北した。

### 代表
1999年2月19日のパリでのオランダ戦 (0-0) で、18歳の時にポルトガル代表初出場を飾った。

## タイトル

### クラブ
パリ・サンジェルマンFC
- クープ・ドゥ・フランス : 2003-04

 FCポルト
- スーペルタッサ・カンディド・デ・オリベイラ : 2004